# 长趾钝口螈
长趾钝口螈（Ambystoma macrodactylum,贝尔德 1849年）是钝口螈科中的一种摩尔蝾螈。成年长趾钝口螈通常身长4.1-8.9厘米（1.6-3.5英寸），其特征为周身夹杂的黑色、棕色、和黄色色素斑点，以及位于后肢突出生长的第四根脚趾。化石记录, 遗传学和 生物地理学的研究表明：长趾钝口螈和蓝点钝口螈均起源于同一祖先。由于古新世时期北美中大陆航道的流失，它们的祖先迁移至科迪勒拉山脉西部地区。
长趾钝口螈主要分布于海拔高度范围可至2800米（9200英尺）的太平洋西北部地区。它们的栖息地种类繁多，其中包括温带雨林，针叶林，山地河岸带，山艾树灌木平原，紫果冷杉林，半干旱地区的山艾树林，绢雀麦平原，以及沿着山地湖区石岸边的高山草甸。在水中野生繁育阶段，长趾钝口螈生活于水流速度较慢的溪流、池塘、以及湖中。寒冬时节是长趾钝口螈的冬眠期，它们依靠先前储藏在皮肤以及尾部的能量储备来维持生命。
长趾钝口螈的五个亚种有着不同的遗传史和基因史，通过它们不同的颜色以及皮肤纹理进行表型区分。尽管国际自然保护联盟（IUCN）将长趾钝口螈划分为无危物种，各式的土地开发活动都对蝾螈的栖息地造成了不良影响甚至威胁到了它们的生存。

## 分类法
长趾钝口螈，又称摩尔蝾螈，是钝口螈科的一员。钝口螈科起源于它的近亲陆巨螈科，时间可追溯至大约8100万年前(白垩纪晚期)。 此外，长趾钝口螈还属于包含所有具备体内受精能力的蝾螈亚目。长趾钝口螈的姊妹种是分布在北美洲东部地区的蓝点钝口螈。然而，目前关于长趾钝口螈的物种层面的系统发生学的解说只是初步假定，仍需进一步考证。

## 描述
长趾钝口螈的身体呈暗黑色，背部点缀着棕褐色、黄色、或者橄榄绿的条纹。这些条纹有时会破裂形成一系列斑点。它们的身体两侧可能带有白色或者浅蓝色的细小斑点。腹部呈深棕色或炭黑色，带有白色的细小斑点。它们的身体常伴有根瘤，但这些根瘤并不会像如虎纹钝口螈那样的其他蝾螈那样生长。

### 成年期
长趾钝口螈的卵和棕纤钝口螈 (A. gracile) 还有虎纹钝口螈(A. tigrinum)的卵十分相像。 如同其他两栖动物一样，长趾钝口螈的卵被一层胶状外膜包裹着。这层透明的囊状外膜可使它们的胚胎在形成过程中透过外界看到。 与棕纤钝口螈的卵不同的是，长趾钝口螈的卵没有可见的绿藻来使卵胶呈现出绿色。与虎螈上部浅棕灰色下部乳白色的胚胎相比，在长趾钝口螈的卵内，胚胎的上部呈现出暗沉的颜色且下部颜色较白。这些卵约2毫米 （0.08英寸）大小，但当外围的胶状膜较宽时，它们的半径也会随之增大。在卵被完全孵化之前—在卵内胚胎和新生幼体体表—都长有一种平衡器，这种平衡器是细小的皮肤突起，依附在胚胎或幼体身体和头部两侧起到支撑作用。这些平衡器最终将脱落，并且它们的外腮会逐渐长大。 一旦这些平衡器脱落，幼体便会因它们尖锐的喇叭状的外腮而被立即识别。随着长趾钝口螈幼体的成熟和变形，它们的四肢以及手足趾将会显现，而外腮会逐渐消失。
长趾钝口螈幼体的表皮夹杂着黑色、棕色、或者黄色的色素。随着幼体生长 色素细胞开始游离并在身体不同部位聚集，因此造成了肤色的变化。这些色素体又被称为色素细胞，源自于生物的神经嵴。蝾螈体内的三种色素细胞包括黄色素细胞、载黑素细胞、和银色闪光细胞 （或含鸟粪素细胞） 随着幼体逐渐成熟， 载黑素细胞沿身体不断聚集并且使得整体肤色变暗。 黄色素细胞将沿脊椎和四肢上端排列。 身体的其余部分将沿躯体两侧和下方缀满细小的闪光细胞。
在长趾钝口螈幼体变形过程中，它们肢芽的突起物会蜕变成手指和足趾。 一只变形完毕的长趾钝口螈的两个前肢各有四根脚趾，而两个后肢各有五根脚趾。 它们的头的长度大于头的宽度，头部宽大，成熟幼体以及成年长趾钝口螈后肢第四根脚趾比其他指头更长，这是它们区别于其他同源物种的一大特征，并且也顺应了描述它这一特征的种加词语源：macrodactylum (希腊语 makros = 长的， daktylos = 脚趾)。 成年长趾钝口螈的皮肤从深棕色、暗灰色到黑色依次渐变，在表皮上通常会有一道黄色、绿色、或者暗红色的斑纹，斑纹两侧点缀着小斑点。 在它们的四肢、头部、以及躯干下面，覆盖着由白色和桃色渐变至棕色的皮肤，这部分皮肤通常带有大块的白色斑点和小块的黄色半点。 成年长趾钝口螈通常身长3.8-7.6厘米 （1.5-3.0 英寸）。

## 栖息地与分布范围
长趾钝口螈的栖息地种类十分广泛，遍布温带雨林，针叶林，山地河岸带，山艾树灌木平原，紫果冷杉林，半干旱地区的山艾树林，绢雀麦平原，以及沿着山地湖区石岸边的高山草甸。 成年长趾钝口螈有时栖息于草木丛生的森林次冠层叶簇，有时藏匿在粗木质残体中，或者在岩石缝隙以及小型哺乳动物洞穴中。在春季繁殖季节，成年长趾钝口螈主要活动场所在碎石残木以及河流池塘的河岸浅滩之中。季节性水域常常受到它们的造访.
此种类的蝾螈是北美洲分布最广的蝾螈之一，其分布广度仅次于虎螈。它们的栖息地位于海拔在2800米（9200英尺）之上的地方，覆盖了多种植被。 这些区域包括蒙特利湾以及加利福尼亚州的圣克鲁兹的地方种群 这些栖息地在经由太平洋海岸绵延至阿拉斯加州首府朱诺的内华达山脉东北部地区再次连接，从而与塔库及斯蒂金河溪谷的种群融合。从太平洋海岸开始，其分布范围沿南北方向延伸至位于美国蒙大拿州和加拿大艾伯塔省交界处的落基山脉东部山麓。

## 生态与生命周期

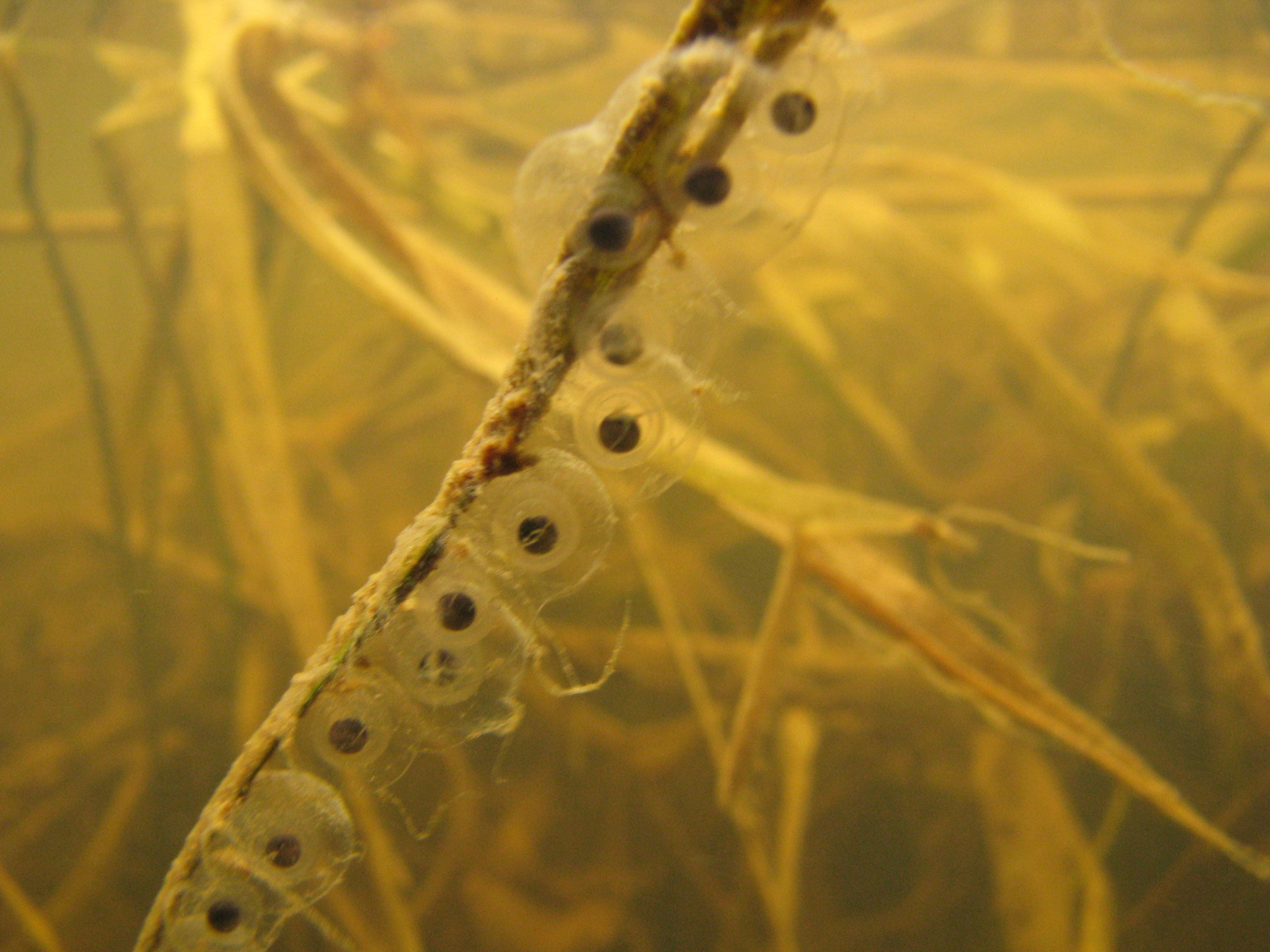
从长趾钝口螈卵块可以看出，胶质外膜将卵连接在一起形成卵块，并且在胶质外膜内部有两个内荚膜，它们将每颗卵隔离开来。

### 卵
和所有两栖动物一样，长趾钝口螈的生命起始于一颗小小的卵。在长趾钝口螈活动区域的北端，它们将卵产在杂乱的草丛、树杈、石堆之间，或者在淤泥遍布的池塘底部。 每个卵块所包含的卵的数量依大小不同而不一，通常最多可达到每个卵块110颗卵。 成年雌性长趾钝口螈消耗大量体力用于产卵。临近繁殖期，它们的卵巢大小甚至会占据身体总体积的一半。人们曾在一只成年雌性长趾钝口螈的卵巢内发现共计264颗卵。据估计，每颗卵的直径约为0.5毫米（0.02英寸）。 卵块由一个胶质外膜包裹着，将一个个卵聚集在一起，并且这个胶质外膜保护着每颗卵的外膜。 有时，这些卵会被单独产下，这种情况通常出现在加拿大及美国南部等气候温暖的地区。长趾钝口螈的卵胶每年都会被当作生物材料供给进行利用，这些生物材料是浅水水源生态系统和与其毗邻的森林生态系统中的化学成分与营养物动态的重要组成部分。 此外，长趾钝口螈的卵还为水霉菌（又称卵菌）提供了必要的生长环境。

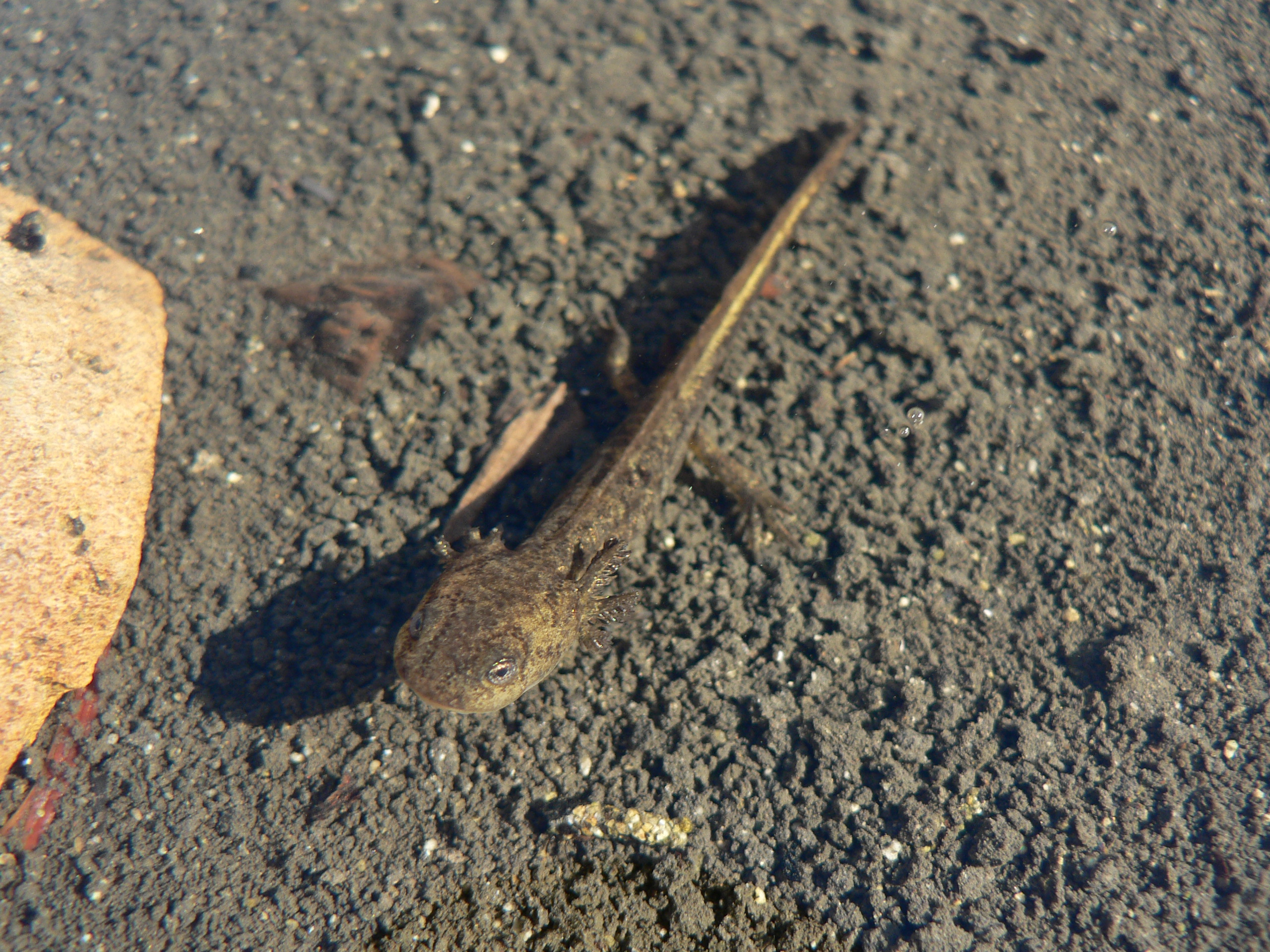
长趾钝口螈幼体因其后肢第四根长趾而得其名祖

### 幼体
长趾钝口螈的幼体经历两到六周从卵中被孵化出来 它们生来便是肉食动物，刚出生时，它们本能地依靠食用出现在视野范围内的小型无脊椎动物为生。食物种类包括小型水生甲壳动物（水蚤类动物，桡足类动物和介形亚纲动物），双翅类昆虫，和蝌蚪。 随着长趾钝口螈逐渐长大，它们自然而然地开始捕获体型更大些的猎物。为了提高它们的生存几率，部分长趾钝口螈的头部越长越大，它们会同类相食，不惜残杀自己的配偶。

### 变形期与发育期
长趾钝口螈幼体长大至成熟需经历至少一个季度的时间（在太平洋海岸地区，幼体期通常持续四个月）， 它们的外腮会消失，发生生物变态，从幼体逐渐变为频繁活动于森林下层灌丛中的陆生生命体。报道称这一生物变态行为早在七月便在海平面地带开始进行，而圣克鲁斯长趾钝口螈的变形发生在每年十月到十一月，甚至会延续到次年一月。 高海拔地区的长趾钝口螈幼体可能会在越冬之后继续保持幼体形态生长一个季度，直到最终的变形。 在海拔较高的湖区，处于变形期的长趾钝口螈幼体的吻肛长（SVL）可达47毫米（1.9英寸）。但在低海拔地区的幼体们生长速度较快，并且通常在体长达到35-40毫米（1.4-1.6英寸）时进行变形。

### 成年期
成年后的长趾钝口螈往往不易暴露在人们的视野中，因为它们过着秘密的地下生活：挖洞，迁移，以及靠吃森林土壤、腐烂的树干、啮齿动物洞穴、和岩石裂隙中的无脊椎动物为生。成年钝口螈的食物来源主要有昆虫、蝌蚪、蠕虫、甲壳虫以及小鱼。蝾螈的天敌主要有乌梢蛇、小型哺乳动物、鸟类、还有鱼类。 成年长趾钝口螈的寿命通常为6-10年，体重最重可达约7.5克（0.26盎司），吻肛长最长可达8厘米（3.1英寸），总体长可至14厘米（5.5英寸）。

## 生活习性

### 季节性
长趾钝口螈的生命周期随海拔及气候改变而相应发生变化。季节性迁入或迁出繁殖池的日期会根据持续的降雨量或冰雪消融而变化，因为降雨或融化的积雪时常导致这些季节性池塘的水位再次上涨而无法进行繁殖。在俄勒冈州南部，早在二月中旬，长趾钝口螈将卵产在的低海拔地区， 在华盛顿州西北部地区，它们在一月至七月期间进行产卵， 而在华盛顿州东南部地区，它们选择在一月至三月之间产卵， 在加拿大艾伯塔省的沃特顿湖国家公园，产卵期则发生在四月中旬至五月初。 长趾钝口螈的繁殖时机极其多变；值得注意的是，在1999年7月8日，处于生长初期的一些长趾钝口螈卵块在沿加拿大艾伯塔省贾斯珀与英属哥伦比亚的交界地区被发现。成年长趾钝口螈会季节性地回到它们出生的繁殖池，通常雄性长趾钝口螈会比雌性长趾钝口螈提前到达繁殖池并且待的时间较长。据观察，个别长趾钝口螈在暖春时节沿着积雪进行迁移。性别差异（或两性异形）只有在繁殖季节才得以体现在长趾钝口螈身上，成年雄性长趾钝口螈会在繁殖季显现出增大的或者球根状的肛部。

### 繁殖

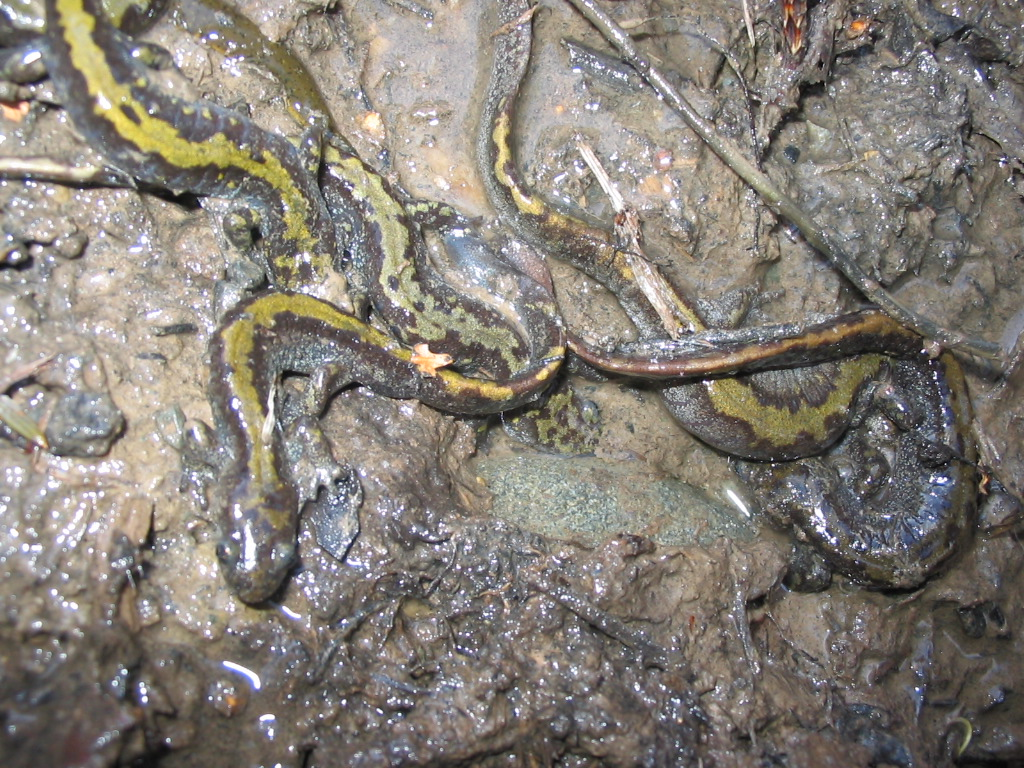
在繁殖季期间，长趾钝口螈聚集在岸边或者池塘边的原木下方。观察它们由土褐色变浅色的表皮颜色。

蝾螈的繁殖期取决于它们栖息地的海拔和纬度。总体上说，生活在低海拔地区的蝾螈选择在秋季、冬季、以及早春时节进行繁殖活动。而在高纬度地区，蝾螈的繁殖期集主要为春季和初夏。尤其是气候较温暖的地区，蝾螈会选择在水面浮冰尚未完全融化的池塘与湖泊里活动。
大量的成年长趾钝口螈（>20只）聚集在沿岸靠近繁殖点的岩石或原木下方等待繁殖，并且繁殖活动会在短短几日内集中爆发。 适宜的繁殖点包括小型鱼塘、沼泽湿地、浅水湖泊、和其他静水湿地。 和其他钝口螈科生物一样，长趾钝口螈也逐渐衍生出独有的求偶舞蹈。在进行交配前，它们用搓挠身体，通过下巴处的腺体释放信息素。一旦交配开始，雄性长趾钝口螈预先排出精囊。这种精囊是一种粘性的茎状物，顶端储存着一堆精子，缓慢进入雌性长趾钝口螈体内使其受精。雄性长趾钝口螈通常交配多次，并且会在五小时的时间内排出15个精囊。 长趾钝口螈的求偶舞蹈和其他钝口螈属生物有很多相像之处，尤其近似于杰斐逊钝口螈。 而在长趾钝口螈求偶时没有搓挠或者用头部撞击对方的动作，雄性长趾钝口螈趁雌性试图游走之前直接靠近并紧贴对方身体进行交配。 雄性长趾钝口螈从雌性长趾钝口螈前肢的后方紧紧缠绕住雌性的身体并晃动，这种行为叫做抱合。在繁殖期，有时雄性长趾钝口螈也会对其他两栖动物发生此类行为。 在求偶时，雄性长趾钝口螈只会使用前肢缠绕雌性配偶而不使用后肢，因为它们需使用后肢从两侧搓挠紧压着雌性头部的下颌。一开始，雌性长趾钝口螈试图挣扎，但慢慢会屈从。雄性趁机加快求偶动作的频率和速度，搓挠雌性配偶的鼻孔和身体两侧，有时搓挠雌性的肛部。当雌性长趾钝口螈逐渐屈从缓和，雄性长趾钝口螈则用尾部带动身体前移至雌性的头部位置，拱起身体，颤动尾部。一旦雌性长趾钝口螈接受了雄性的求偶，雄性长趾钝口螈会将雌性的口鼻部靠近自己的肛部，伴随着骨盆部位的起伏动作，双方都僵硬地向前移动身体。随着雌性长趾钝口螈渐渐配合，雄性会停止颤动骨盆并排出一个精囊。与此同时，雌性会随雄性向前移动，并拱起自己的尾部来接收精子。完整的求偶过程基本需多次尝试才可完成。 雌性长趾钝口螈将在交配完成几天之后产下幼卵。

## 栖息地与分布范围
此种类的蝾螈是北美洲分布最广的蝾螈之一，其分布广度仅次于虎螈。它们的栖息地位于海拔在2800米（9200英尺）之上的地方，覆盖了多种植被。 这些区域包括蒙特利湾以及加利福尼亚州的圣克鲁兹的地方种群 这些栖息地在经由太平洋海岸绵延至阿拉斯加州首府朱诺的内华达山脉东北部地区再次连接，从而与塔库及斯蒂金河溪谷的种群融合。从太平洋海岸开始，其分布范围沿南北方向延伸至位于美国蒙大拿州和加拿大艾伯塔省交界处的落基山脉东部山麓。

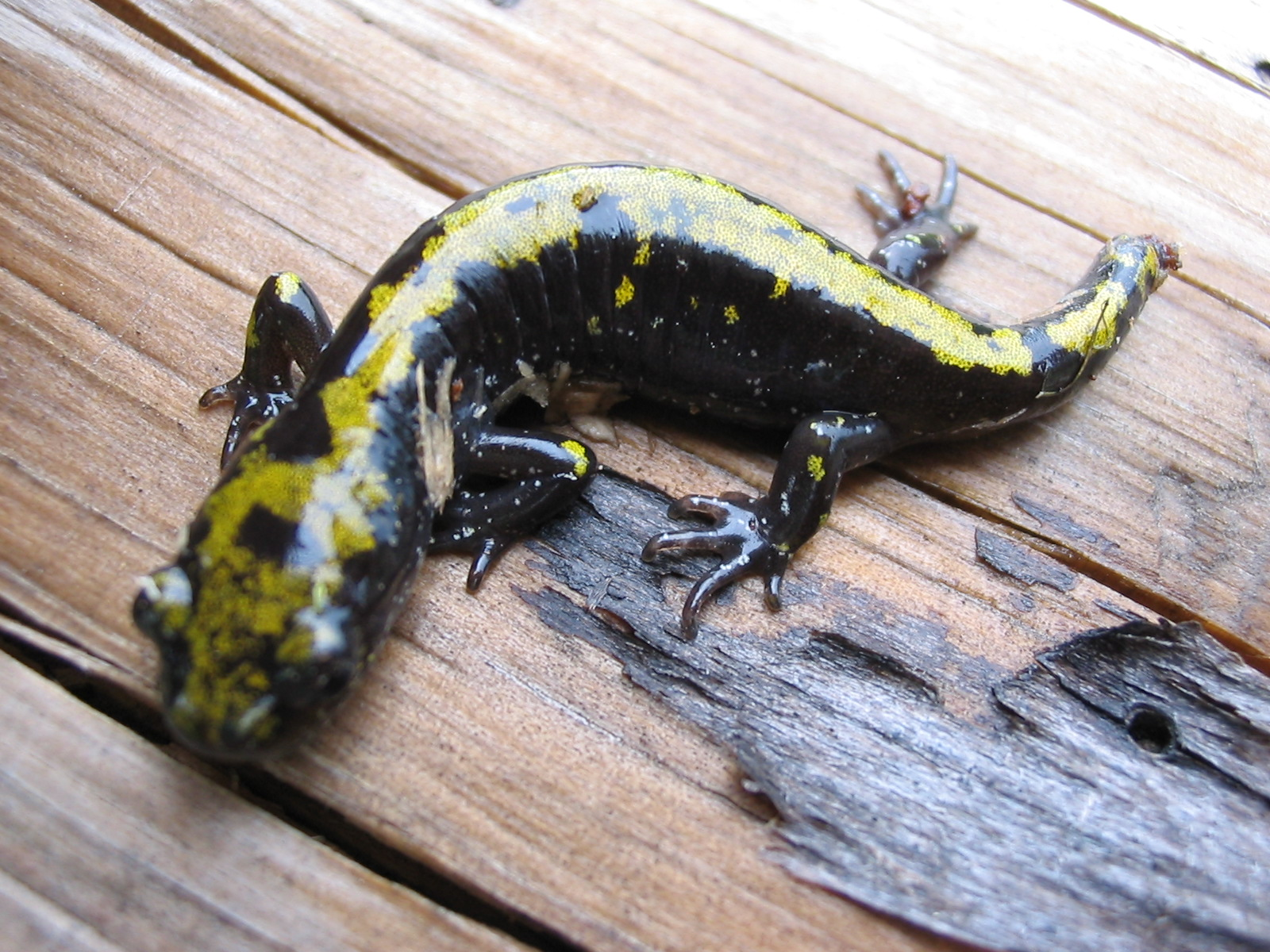
长趾钝口螈自断尾部

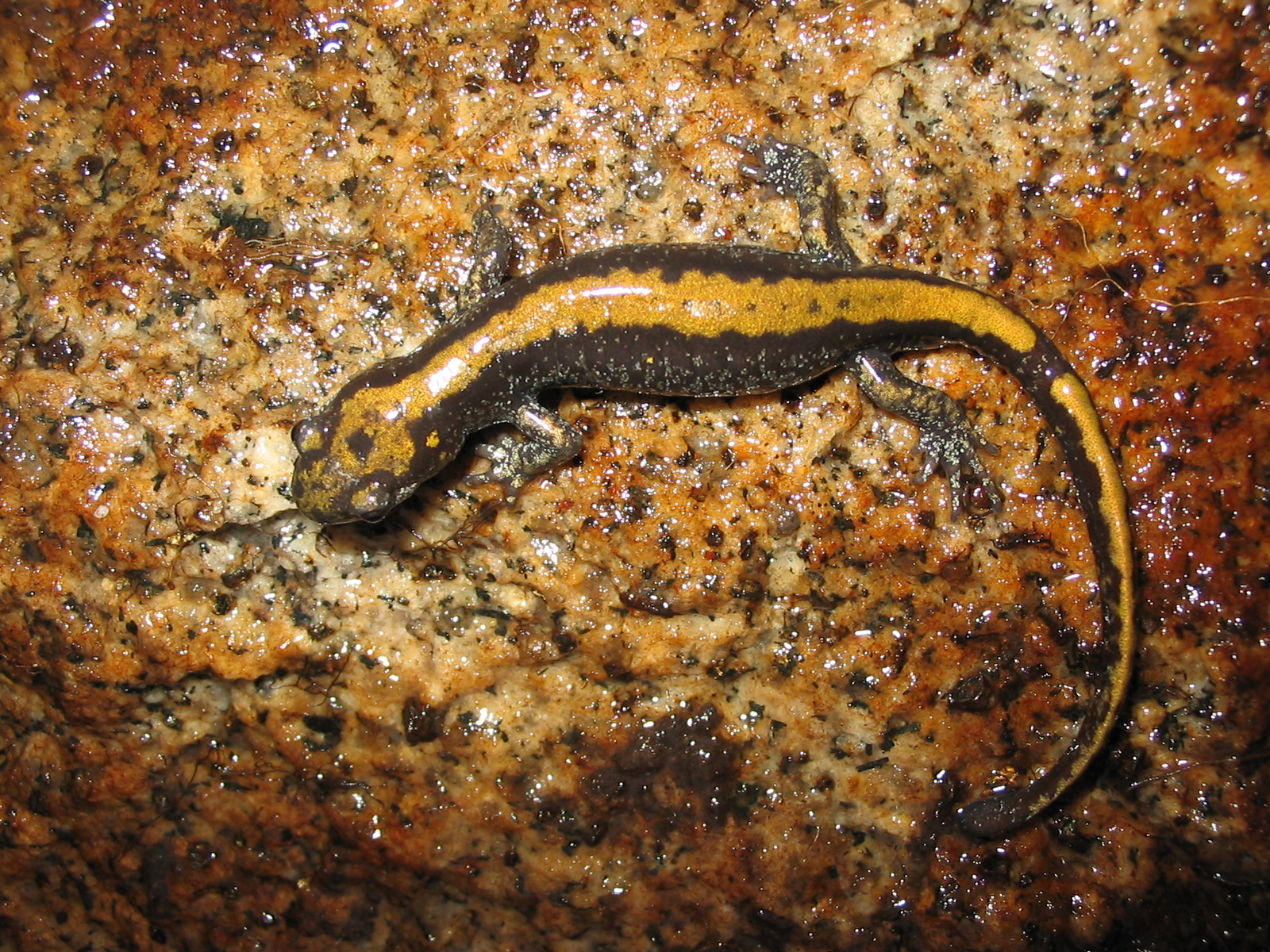
尾部自断之后，长趾钝口螈重新长出的新尾与截断点连接处有明显痕迹

除了春寒期，生活在低地的成年蝾螈在一整个漫长冬季都保持活跃。但在北部栖息地，每到寒冬时节，长趾钝口螈则成群结队地躲藏在冻结线以下粗糙的地底进行冬眠，通常每个越冬群成员数为8-14只。 当冬眠的时候，长趾钝口螈依靠皮下以及尾部两侧所囤积的蛋白质存活。 这些蛋白质还有另一功能：作为长趾钝口螈皮肤分泌物的混合成分之一，它们还起到防御作用。 一旦受到威胁，长趾钝口螈会摆动尾部并同时分泌出一种乳白色的的粘性有毒物质。 长趾钝口螈的肤色会向捕食者发出“请勿食用”警告（警戒作用） 它们皮肤的颜色和图案变化多端，有时整体肤色会从暗黑色变成泛红的棕色，表面点缀着的浅棕红色或浅绿色斑点时而会变成亮黄色的条纹。 一只成年长趾钝口螈有时会截断自己的尾部的一小截并且迅速逃走，被截掉的尾巴则会像诱饵一样蠕动;这种现象叫做自截。 尾部再生现象是两栖动物发育生理学的一个范例，它对于医疗界有着重大研究意义。

## 保护现状
国际自然保护联盟将长趾钝口螈分类为无危物种后， 多种形式的土地开发都对长趾钝口螈产生了负面影响，并为其保护生物学拓展了新的前景展望与优先侧重点。优先保护强调物种多样性中的种群层次，而物种多样性正以物种灭绝速率十倍的速率递减。 种群层次多样性是生态系统服务的基石， 例如，蝾螈在土壤生态系统中所扮演的基本角色中有一个就是促进养分循环，这有效保护了森林湿地的生态体统。
两栖动物的双重生命周期这一特征常常被用来解释它们为何被视为优良的环境健康指示器或者“煤矿里的金丝雀”。和其他所有的两栖动物一样，长趾钝口螈拥有水陆两个阶段的转型期，并且有着半透明的皮肤。由于两栖动物在水栖和陆栖两个阶段所承担的生态功能不同，失去一个两栖物种无异于失去两个生态物种。 其次，所有两栖动物如长趾钝口螈， 都对接触污染物更为敏感，因为它们通过皮肤直接吸收水和氧气。但是一直以来，它们这种对污染物的敏感反应的有效性都存在质疑。 由于不同两栖动物物种间的生命周期呈现差异，不是所有的两栖动物都对环境污染和破坏都表现出同等的敏感度，因此问题也变得更加复杂化。
栖息地零碎化、外来物种以及紫外线辐射都对长趾钝口螈的数量构成威胁。林业和公路建设等土地开发活动都在使两栖动物的生存环境发生着巨变,并且悄然增加它们的死亡率。 沃特顿湖国家公园等地区都加设了公路隧道地下通道来保证安全通行以及物种迁移。林业是英属哥伦比亚以及美国西部地区的主要经济来源，但随着林业建设的发展，长趾钝口螈的分布广泛重合。林业建设意味着大规模的缓冲区以及适宜蝾螈繁育的小型湿地的面积会急剧减少，受此恶劣影响，长趾钝口螈将在很大程度上改变它们的迁移习性。 位于加拿大艾伯塔省皮斯河谷周边的长趾钝口螈数量几乎为零，原因就是当地的湿地被清理和改造以便农用。 为加强捕鱼活动而引进的鳟鱼使原先鱼苗很少的湖泊发生转变，长趾钝口螈的数量也因此急剧减少。 被引进的金鱼则是以长趾钝口螈的卵和幼体为食。 暴露在不断增强的紫外线辐射下是全球范围内长趾钝口螈等两栖动物数量减少的又一因素。这些辐射致使两栖动物畸形，并且大幅降低它们的存活率和生长速度。
长趾蝾螈亚种中的圣克鲁斯长趾蝾螈（Ambystoma macrodactylum croceum）曾受到特殊关注。1967年颁布的的美国濒危物种法案也给予圣克鲁斯长趾蝾螈密切保护。 圣克鲁斯长趾蝾螈的栖息地范围很小，它们主要分布在位于加利福尼亚州圣塔克鲁斯县和蒙特雷县。在受到法律保护之前，一些仅存的圣克鲁斯长趾蝾螈曾一度受到人类资源开发活动的威胁。它们在生态系统中有着独一无二的地位，它们的背部皮肤有着特殊的不规则图案，具备得天独厚的耐湿性，并且它们是与其他同源物种隔离生存的特有种。 它们的其他同源物种包括哥伦比亚长趾蝾螈、克劳斯长趾蝾螈、长趾钝口螈以及南部长趾蝾螈。

## 系统学与生物地理学

### 进化起源
长趾钝口螈的祖先来自蝾螈物种丰富度最高的北美洲东部地区。 对于长趾钝口螈后来进入北美洲西部地区的生物地理解释皆基于化石、遗传学以及生物地理学的描述。 与长趾钝口螈亲缘关系最近的现存姊妹物种是蓝点钝口螈，这是北美洲东北部的本土物种。 在白垩纪时期(~145.5–66 Ma)，北美中大陆航道和西部内陆海道东南方向地区还尚未出现钝口螈科生物的踪影。然而其他三种钝口螈（虎纹钝口螈、加州虎纹钝口螈和棕纤钝口螈）都在北美洲西部地区有着共用的栖息地。相比之下。长趾钝口螈的近亲蓝点钝口螈则是地道的东北部物种。 有研究表明，在古新世(~66–55.8 Ma)之后，北美洲西部内陆海道的消失致使蝾螈祖先通往科迪勒拉山脉西部的道路受阻，长趾钝口螈因此便由蓝点钝口螈演变而来的。 到达北美洲西部的山区之后，所有物种必须尽快适应这个受海拔影响的动态空间的复合生态环境，因为山形与海拔在不断增高，并且气候也在不断变化。例如，太平洋西北地区在古新世时期气候变冷，这为之后温带雨林取代白垩纪时期的热带雨林创造了必要条件。从渐新世晚期到中新世期间，落基山脉的高度抬升，从而使得长趾钝口螈以及其它西部物种与生活在东部温带气候环境中的物种隔绝开来。造山运动阻挡了西风气流中的水汽，从而形成了一道天然的屏障，并且使从加拿大艾伯塔省南部至墨西哥湾之间的整个中部大陆保持气候干燥。
直到始新世，当时蝾螈的先辈们都倾向于分散或迁移到落基山脉及其周边地区来寻找栖身之所。在始新世中期，湿度适中的森林在北美洲西部地区拔地而起，当到了上新世早期时，它们的分布已经形成了一定的规模。在此期间（古近纪到新近纪）的温带森林溪谷和山地会对日后适宜长趾钝口螈生存的栖息地提供必要的地形地貌与生态要素。喀斯喀特山脉形成于上新世中期并由此造成了雨影效应。雨影效应造就了哥伦比亚盆地干旱少雨的气候，同时也改变了位于高海拔地区的温带湿地生态环境状况。随着喀斯喀特山脉的形成与壮大，哥伦比亚盆地变得干旱少雨。这是北美洲西部地区的生物地理特征。得益于此，包括长趾钝口螈在内生活在这里的物种被明确划分为沿海类群与内陆类群。

### 亚种
长趾钝口螈拥有五个亚种。 这些亚种可以通过它们的地理分布情况以及背部图案来进行识别。丹泽尔·弗格森从生物地理学角度对它们各异的皮肤图案和形态给出了解释。基于现有的分析，弗格森还介绍了两个新的长趾钝口螈亚种：哥伦比亚长趾蝾螈和南部蝾螈。 这些亚种的排布均显示在罗伯特·斯特宾的两栖动物分布地指南。

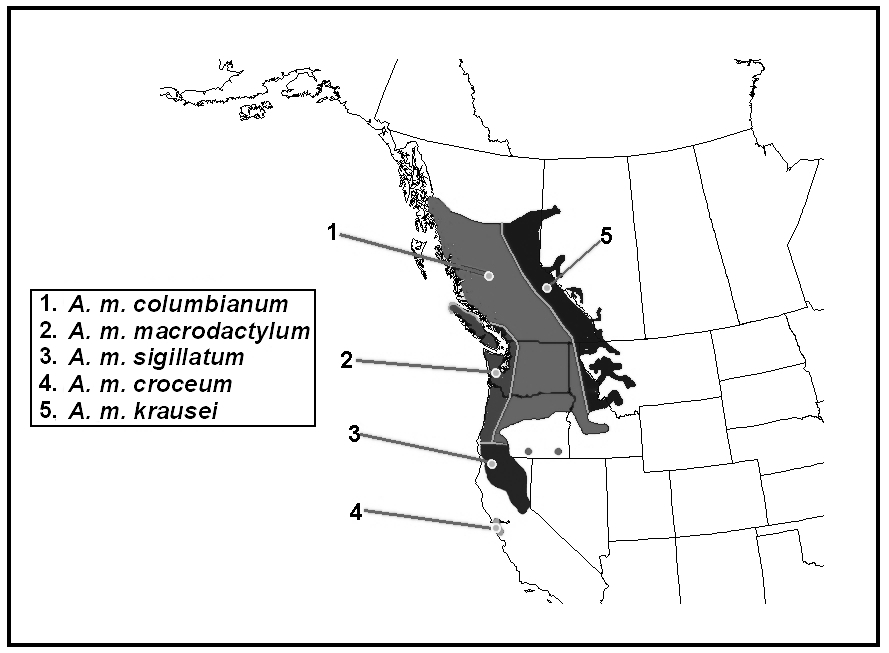
长趾钝口螈及其亚种分布范围情况。

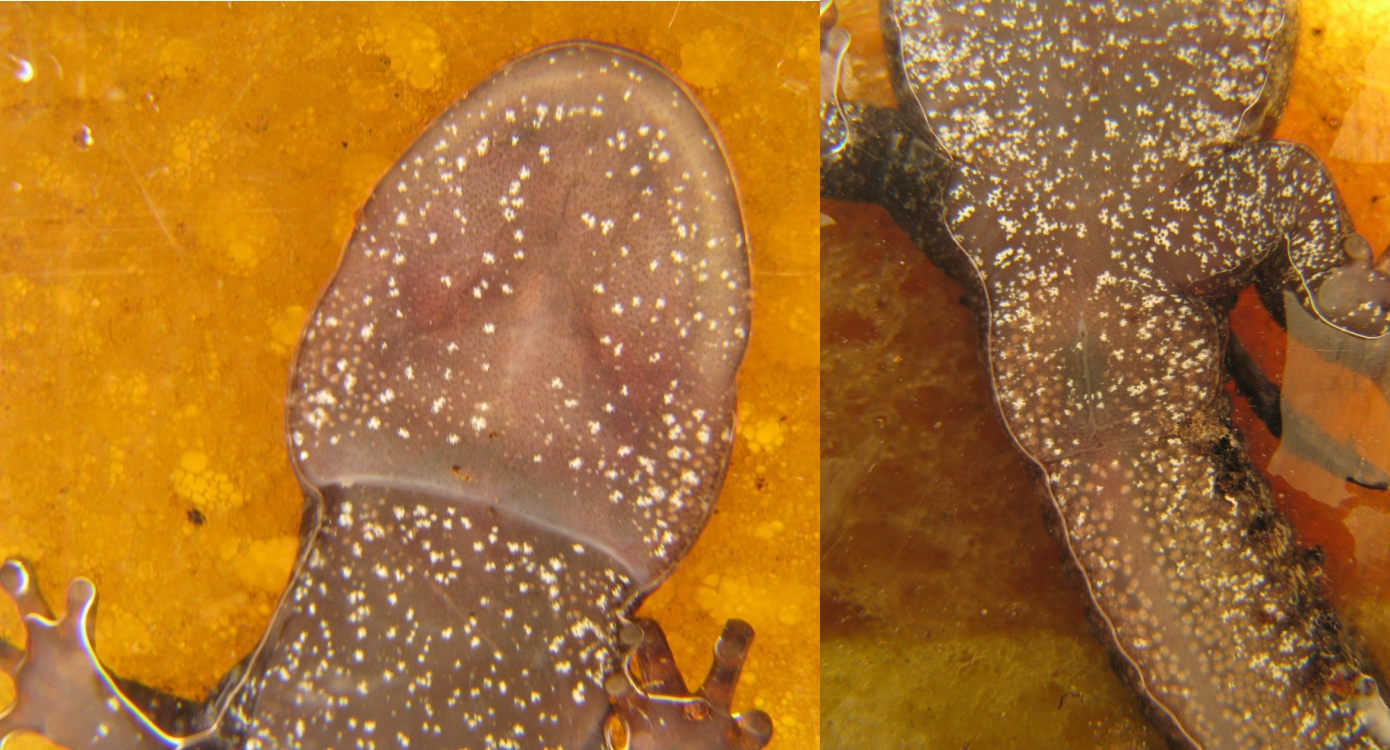
图左：在长趾钝口螈口鼻部下方的背部底端是它们的下颌腺体，当雄性长趾钝口螈接触雌性时，这些腺体会释放出荷尔蒙。这些腺体分布在长趾钝口螈皮肤表面的白色斑点下部。 图右：雄性的生殖口（用于排泄和生殖）部位有一小块增大的骨骼和乳头状突起（如图）。雌性长趾钝口螈的生殖口则没有那么大，并且通常为没有乳头状突起褶皱的平滑结构。

### 外观（表现型）
长趾钝口螈亚种的皮肤和形态特征的差异总结为以下几点:
圣克鲁斯长趾蝾螈
尾部表皮呈桔黄色，由尾部沿背脊过程中桔色皮肤分裂成斑块，到达头部继续分裂成细小的斑点，并于眼部前方消失。身体两侧有泛白色小斑点。肋沟数目为13。
哥伦比亚长趾蝾螈
黑色的体表布有由黄色至棕褐色的条纹，斑块沿躯干逐渐变成斑点，并逐渐成为狭窄的斑块呈斑点状分布在头部。身体两侧及下部伴有稀疏的白色小斑点。犁骨齿数目大于35。
克劳斯长趾蝾螈
黑色的体表布有由黄色至棕褐色的条纹，斑块沿躯干逐渐变成斑点，并逐渐成为较宽的斑块呈斑点状分布在头部。身体两侧及下部伴有稀疏的白色小斑点。犁骨齿数目约为32。肋沟数目为12。
南部蝾螈
蜡黄色至棕褐色的斑纹沿身体逐渐变成形状不规则的斑块，在头部形成与背部皮肤同色的细小斑点。犁骨齿数目为44。肋沟数目为13。
长趾钝口螈
背脊有柠檬色，暗黄色，至棕褐色的斑纹沿灰色的身体呈分散状遍布全身。斑纹于头部形成同色斑点，有时会在头部和鼻部消失。身体两侧的白色小斑点有时会聚集在一起形成大的斑点。犁骨齿数目约为33，形成一个与众不同的 横向弧拱。肋沟数目为13。

### 生物地理学及遗传学
线粒体DNA分析法 识别出了这些亚种不同的族系。 例如基因分析法就识别出了位于东部栖息地的长趾钝口螈另外的一种深层差异。从空间分布与历史角度来说，这种长趾钝口螈种群数量以及遗传特征的空间分布通过北美洲西部地区那交织在一起的山地与温带山谷而连接在一起。 长趾钝口螈定期的季节性繁殖（归家冲动）以及其他迁徙性行为降低了它们在诸如山间盆地等地区的扩散率。这种行为限制了长趾钝口螈的基因流动，并且增加了基因分化的比率。这些地区的长趾钝口螈基因分化率远远大于同地区其它绝大部分脊椎动物种群。 在生态系统逐渐转化为气候较为干燥的耐旱低地（如大草原气候）以及较严寒和气候严峻的高海拔地带（2，200米（7，200英尺））时，生物扩散和迁徙行为的自然间断则频频发生。
哥伦比亚长趾蝾螈
有关‘中部’亚种（哥伦比亚长趾蝾螈）的基因证据显示，此亚种不会继续沿北部分布至英属哥伦比亚地区，它们的分布范围受限于位于俄勒冈州中部至东北部的蓝山山脉和瓦洛厄山脉。北部的斯内克河峡谷（爱达荷州）以及西部马德拉盆地低洼干燥的低地将这些哥伦比亚长趾蝾螈包围起来，限制了它们的分布。
长趾钝口螈
这种‘沿海岸’或者‘西部’亚种（长趾钝口螈）族群得分布范围从加利福尼亚东北部开始，穿过克拉马斯-西斯基尤山脉以及威拉梅特谷，沿包括喀斯喀特山脉在内的沿海山脉北上，继续穿过英属哥伦比亚地区并最终进入阿拉斯加地区。
圣克鲁斯长趾蝾螈
圣克鲁兹长趾钝口螈（圣克鲁斯长趾蝾螈）是最接近长趾钝口螈的亚种。此结论是根据长趾钝口螈最近的种族分布而从生物地理学角度决定的，这个种群生活在距离加利福尼亚州的圣华金三角洲约300千米的地方。这个与世隔绝的地方性种群被列为濒危物种。基于生物地理学和分子钟刻度的研究，这个种群也许从第三纪中新世开始就一直与当时的剩余种群隔离，分子钟刻度显示此物种已经历约一千三百九十万年的隔绝期了。
克劳斯长趾蝾螈
‘东部’亚种（克劳斯长趾蝾螈）的分布范围遍布内陆山区，西至华盛顿与英属哥伦比亚地区内陆高原的低地，向东穿过落基山脉溪谷并延伸至美国蒙大拿州和加拿大艾伯塔省交界处平原的低地山麓。
南部蝾螈
这种传统的‘南部’亚种（南部蝾螈）并未在线粒体基因识别系统中备注。 此亚种被弗格森命认为是俄勒冈州中南部的哥伦比亚长趾蝾螈的混种。
汤普森和罗素发现了另一种演化系谱，此系谱源自爱达荷州被冰川隔绝的鲑鱼河山区。 大约在一万年以前，随着全新世間冰期的到来，更新世的冰川逐渐消融，打开了连接南北的迁徙通，如今南部物种已与通道以北地区的克劳斯长趾蝾螈共同生活，并共同向北迁徙至皮斯河（加拿大）河谷。 弗格森还在同地区注意到了一个种族混种现象，那是发生在栖息于比特鲁特岭和塞尔扣克山脉两侧的哥伦比亚长趾蝾螈和克劳斯长趾蝾螈两个形态亚种之间的现象。 汤普森和罗素指出，结合区位于这两个不同的亚种之间的原因是哥伦比亚长趾蝾螈族群在地理上处于隔绝与受限的状态，它们无法进入俄勒冈山区的中部。

## 参阅
- 圣克鲁兹长趾钝口螈，一个濒危亚种

## 链接
长趾钝口螈相关数据参见维基物种  长趾钝口螈相关媒体参见维基共享资源